# The Big 5 Foundation
The Big 5 Foundation is een Surinaamse goededoelenorganisatie die in 2014 door vijf jongeren uit het binnenland werd opgericht. Ze richt zich op jongeren uit geheel Suriname.
De voorzitter van de organisatie is Edgar Sampie die van 2014 tot 2017 ernaast ambassadeur voor het Nationaal Jeugdparlement was.
De organisatie zette in november 2016 het project 'Sentea' op dat jonge talenten opvangt die vanuit het binnenland naar Paramaribo zijn verhuisd voor met name studie. Aanvankelijk kwam de financiering van leden van de organisatie. Begin 2017 kreeg het project een financiële injectie van het Havenbeheer Suriname en in augustus 2018 van het Kansfonds, dat een CBF-Keur heeft in Nederland.
The Big 5 Foundation ontving in 2016 de MTV Staying Alive Grant. Hiermee gaf het vervolgens in twaalf dorpen voorlichting over hiv en verstrekte het gratis voorbehoedsmiddelen. De grant werd december 2017 opnieuw aan de organisatie uitgereikt en meteen voor drie jaar toegekend. In de periode van 2018 tot 2020 zal het project worden uitgebreid naar de districten Brokopondo, Coronie, Marowijne, Para, Sipaliwini en Wanica. Ernaast zullen deze keer ook hiv-testen worden afgenomen.